# Cost total
El cost total són tots aquells costos que es generen en un procés de producció o en una activitat. Es calcula sumant els costos fixos i els costos variables:
{\displaystyle C_{T}=C_{F}+C_{V}\,}
També poden afegir-s'hi els costos d'oportunitat:
{\displaystyle C_{T}=C_{F}+C_{V}+C_{P}\,}